# Krab (bier)
Krab is een Belgisch bier. Het wordt gebrouwen door Scheldebrouwerij te Meer, een deelgemeente van Hoogstraten.

## Het bier
Krab is een American Pale Ale. Koper van kleur, licht moutig en citrusfris. Het bier heeft een alcoholpercentage van 5,2%. Het werd gelanceerd op 17 juli 2015. De naam is een eerbetoon aan geboortestad Krabbegat, ook bekend als Bergen op Zoom.
- Kleur: Koper
- Geur: Citrus & biscuit
- Smaak: Moutig & Bitter
- Afdronk: Strak & fris

## Prijzen
- 2019 – Goud – World Beer Awards (Pale beer – American style pale ale)